# True System Security Tweaker
True System Security Tweaker — твикер для тонкой настройки и оптимизации 32-битной операционной системы Microsoft Windows. Утилита бесплатна для некоммерческого использования.

## Описание
По утверждению разработчика на официальном сайте твикер способен не только тщательно настроить параметры и оптимизировать систему, но и сделать работу за компьютером более безопасной. True System Security Tweaker способен управлять доступом пользователей к разнообразным элементам, таким, как Панель управления, Рабочий стол, установленными принтерами или программами. Интерфейс программы сконструирован в виде проводника Windows, в левой части окна находится дерево объектов с категориями для удобной и быстрой навигации, которое позволяет без труда изменить любую из 470 предлагаемых настроек операционной системы.
В случае каких-либо непридвиденных ошибок или неточностей измененные параметры можно откатить в исходное состояние.
В качестве защиты от несанкционированного доступа можно установить пароль. Существует портативная версия.

## Исходный код
True System Security Tweaker написан на языке программирования Delphi. Для получения исходных текстов программы нужно написать автору электронное письмо.